# 瑪麗·羅傑奇案
《瑪麗·羅傑奇案》是美國作家埃德加·愛倫·坡撰寫的短篇小說，1842年出版。《瑪麗·羅傑奇案》為第一部以真實案件改編而成的推理小說，故事中的瑪麗原本是一名於1838年在紐約失蹤的女子

## 故事簡介
年輕女子瑪麗·羅傑失蹤多日後，被人發現棄屍於河邊，警方懸賞通緝，但仍未能查出兇手，倒有一大班人表示知道案情，媒體亦爭相報導，警方只好向杜賓求助。
杜賓認為在案發現場附近發現的瑪麗衣服，是後來被人蓄意棄置，因為案發後曾發生大雨，但該批衣服仍然非常乾淨，因此認為這些都是用來混淆警方的視聽。杜賓根據這項發現，查出一直在報刊上選文，指這批衣物是重要線索的人才是真正的兇手。